# Ailinglaplap

Localização de Ailinglaplap

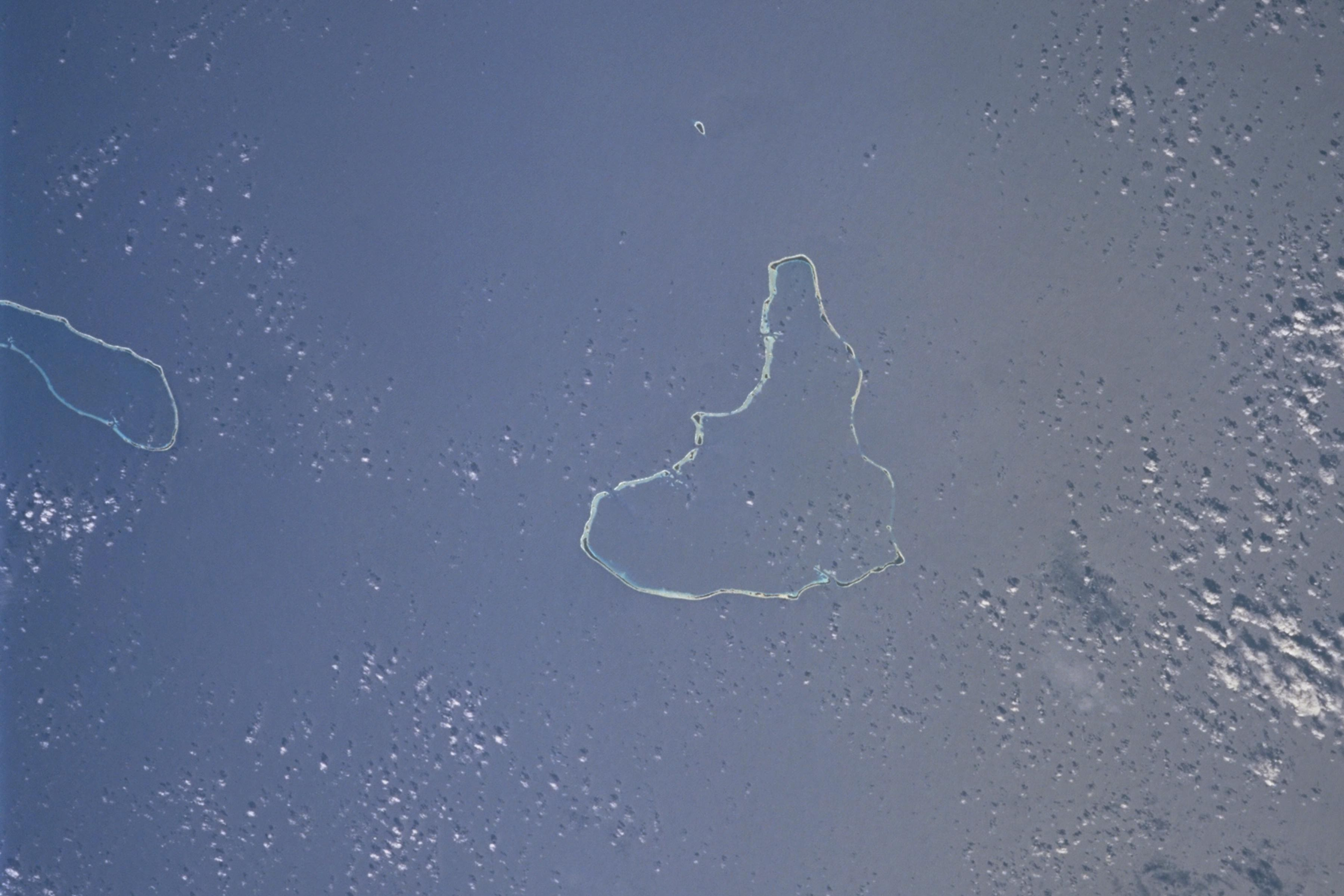
Localização de Ailinglaplap feita pela NASA

Ailinglaplap é um atol e município de 56 ilhas no Oceano Pacífico. É um distrito legislativo das Ilhas Marshall, localizada na Cadeia Ralik. Ele está localizado 152 km a noroeste do atol de Jaluit. Sua área total é de apenas 14,7 km², mas encerra uma lagoa de 750 km². A plantação predominante no atol são as plantações de coco.
"Ailinglaplap" se traduz como "maior atol" ('aelon (atol) laplap +' (sufixo superlativo)), porque as maiores lendas do povo marshalês foram criados lá. Os quatro grandes centros populacionais do atol de Ailinglaplap são os assentamentos de Woja, no extremo oeste do atol, Jeh no nordeste, e Airok Bouj e no sul.
A população do atol foi 1.175 habitantes em 2021. O ex-presidente das Ilhas Marshall, Kessai Note nasceu na ilha de Jeh.